# Vervins
Vervins je francouzská obec v departementu Aisne v regionu Hauts-de-France. V roce 2011 zde žilo 2 614 obyvatel. Je centrem arrondissementu Vervins.

## Sousední obce
La Bouteille, Fontaine-lès-Vervins, Gercy, Hary, Landouzy-la-Cour, Thenailles

## Vývoj počtu obyvatel
Počet obyvatel 